# Eßsee
Der Eßsee (sprich: Ess-See) ist ein birnenförmiger Moorweiher bei Aschering, einem Ortsteil der Gemeinde Pöcking in Oberbayern, Deutschland. Am Nordostufer liegt das Gelände des Max-Planck-Instituts für biologische Intelligenz, Standort Seewiesen. 
Bereits 1955 begann die Max-Planck-Gesellschaft den Bau des Max-Planck-Instituts für Verhaltensphysiologie am Eßsee, später erhielt diese Örtlichkeit den Namen Seewiesen. Direktor wurde Erich von Holst, sein Stellvertreter wurde Konrad Lorenz. Nach dem Tod von Erich von Holst 1962 hatte Lorenz bis 1973 das Direktorat inne. Von 1958 bis 1999 befand sich auf dem Gelände das Max-Planck-Institut für Verhaltensphysiologie, von 1999 bis 2004 die Max-Planck-Forschungsstelle für Ornithologie und von 2004 bis 2022 das Max-Planck-Institut für Ornithologie.
Der See ist ein Relikt der Würmeiszeit und entstand durch Wasseransammlung in einer Wanne, als die Gletscher sich zurückzogen. Früher war er größer, jedoch ist die Seefläche durch Verlandung und Vermoorung inzwischen auf etwa 8 ha geschrumpft.
Noch bis weit in das 20. Jahrhundert hinein war der Eßsee ein nährstoffarmer See, bei dem in den See wachsende Pflanzen an mehreren Uferstellen eine schwimmende Pflanzendecke  (Schwingdeckenmoor) bildeten, die Heimat einer besonderen Artenwelt war, insbesondere für seltene Moorlibellen oder Orchideen. Da sich die Zustände zwischenzeitlich erheblich verschlechtert hatten, wurden 2010 und 2011 im Auftrag des Bayerischen Staatsministeriums für Umwelt, Gesundheit und Verbraucherschutz für etwa eine Million Euro rund 18.000 m³ Schlamm aus dem See abgesaugt, um den See zu sanieren.